# Isle La Motte
Isle La Motte est une île lacustre et un village dans le comté de Grand Isle au Vermont, dans les États-Unis. La population était de 488 habitants au recensement de 2000. La municipalité est composée surtout de l'île dans le lac Champlain. La chapelle Sainte-Anne est située sur l'île. Il y a aussi une statue de granite en l'honneur de Samuel de Champlain, qui a découvert la région en 1609.

## Histoire

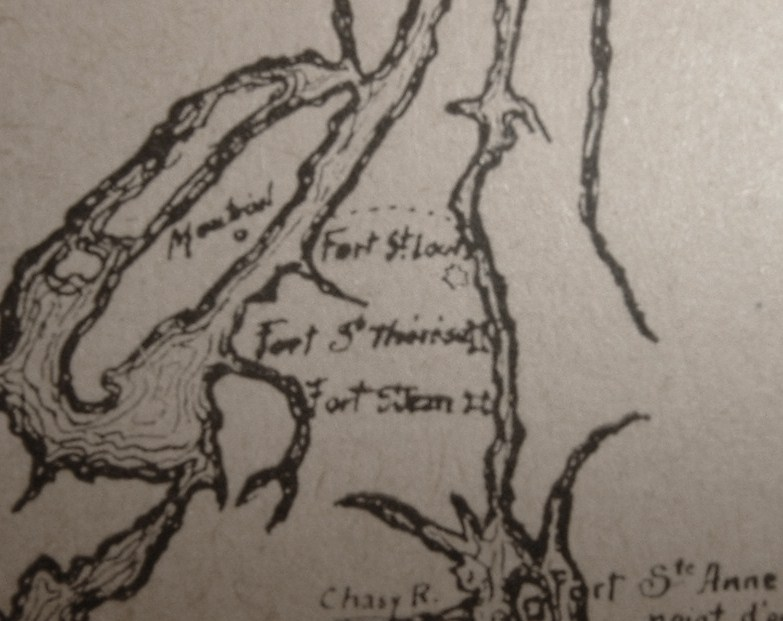
Carte du Fort Saint-Anne et d'autre forts sur la rivière Richelieu vers 1666 pour la campagne du régiment de Carignan-Salières

L'île fut nommé en honneur de Pierre La Motte, capitaine d'une compagnie du régiment de Carignan-Salières, qui construisit, sur cette île, un fort consacré à sainte Anne en 1666. C'est le premier établissement sur l'île, qui faisait partie du Canada, mais fut cédée à l'Angleterre en 1763.  En 1777, l'île passe sous l'administration du Vermont.